# Coupe du Portugal de football 1993-1994
Navigation
1992-1993 1994-1995

La Coupe du Portugal de football 1993-1994 est la 54e édition de la Coupe du Portugal de football, considéré comme le deuxième trophée national le plus important derrière le championnat. 
La finale est jouée le 5 juin 1994, à l'Estádio Nacional do Jamor, entre le FC Porto et le Sporting Clube de Portugal. Les deux équipes n'arrivent pas à se départager, après la prolongation le score est de 0 à 0. Un nouveau match est nécessaire, le 10 juin les deux équipes se retrouvent au même endroit, le FC Porto remporte son huitième trophée en battant le Sporting CP  2 à 1, après prolongation, et se qualifie pour la Coupe d'Europe des vainqueurs de coupe de football 1994-1995.

## Finale
| 5 juin 1994 | FC Porto         | 0 - 0 a. p. | Sporting Clube de Portugal | Estádio Nacional do Jamor     |                               |
|             |                  | (0 - 0)     |                            | Arbitrage : Fortunato Azevedo | Arbitrage : Fortunato Azevedo |
|             | Feuille de match |             |                            | Arbitrage : Fortunato Azevedo | Arbitrage : Fortunato Azevedo |

| 10 juin 1994 | FC Porto         | 2 - 1 a. p. | Sporting Clube de Portugal | Estádio Nacional do Jamor |                         |
|              |                  | (0 - 1)     |                            | Arbitrage : José Prates   | Arbitrage : José Prates |
|              | Feuille de match |             |                            | Arbitrage : José Prates   | Arbitrage : José Prates |